# ローズミード
ローズミード（Rosemead）は、アメリカ合衆国カリフォルニア州のロサンゼルス郡にある都市。人口は5万1185人（2020年）。ダウンタウン・ロサンゼルスの東18キロメートルに位置している。

## 概要
中国系アメリカ人が多い都市である。近隣のモントレーパーク、アルハンブラ、サンガブリエルも同様である。